# 임오경
임오경(林五卿, 1971년 12월 11일~)은 대한민국의 핸드볼 선수, 정치인이다. 제21·22대 국회의원이다. 고등학생 때 핸드볼 국가대표팀에 입성하여, 올림픽에서 금메달 1개, 은메달 2개를 획득했다. 2020년 더불어민주당에 입당하며 정치인으로 활동하고 있다.
1988년 정읍여자고등학교 2학년 때 처음으로 대표팀에 발탁되었다. 1992년 바르셀로나 올림픽 여자 핸드볼 결승에서 노르웨이를 꺾고 금메달을 획득했다.
1995년 세계선수권대회에서 우승했고, 1996년 애틀랜타 올림픽에서 은메달을 땄다. 결혼과 출산 후 국가대표에 복귀하여 2004년 아테네 올림픽에서 은메달을 획득했다. 2001년 전후에 박성우와 이혼하였다.
1995년 일본 여자 핸드볼 리그 소속 히로시마 메이플레즈 감독으로 지도자 생활을 시작했다. 2008년 창단한 서울특별시청 여자 핸드볼 감독을 역임했다. 2012년부터 SBS 핸드볼 경기 해설위원으로도 활동했다.
2020년 1월 더불어민주당에 입당했다. 3월 경기도 광명시 갑 선거구에 공천되어서 4월 15일 국회의원 총선거(제21대)에서 국회의원으로 당선되었다.

## 학력
- 동신초등학교
- 정읍여자중학교
- 정읍여자고등학교
- 한국체육대학교 학사
- 한국체육대학교 대학원 석사 및 박사

## 경력
- 2020년 3월~2020년 9월: 더불어민주당 정책위원회 부의장
- 2020년 4월 15일: 대한민국 제21대 국회의원 선거 당선(경기 광명시 갑, 더불어민주당, 초선)
- 2020년 5월~: 더불어민주당 경기도당 광명시 갑 지역위원회 위원장
- 2020년 8월~2022년 8월: 더불어민주당 경기도당을 지키는 민생실천위원장
- 2020년 9월~2021년 5월: 더불어민주당 정책위원회 상임부의장
- 2020년 9월~2021년 4월: 더불어민주당 체육특별위원회 위원장
- 엄홍길휴먼재단 이사
- 2021년 4월~2021년 5월: 더불어민주당 중앙당 선거관리위원회 위원
- 2021년 4월~2022년 3월: 더불어민주당 원내부대표
- 2022년 9월~2023년 3월: 더불어민주당 대변인
- 2022년 9월~: 더불어민주당 경기도당 부위원장
- 2023년 1월~: 더불어민주당 한반도평화경제특별위원회 부위원장
- 2023년 10월~2024년 5월: 더불어민주당 원내대변인
- 2024년 4월 10일: 대한민국 제22대 국회의원 선거 당선(경기 광명시 갑, 더불어민주당, 재선)
- 2024년 6월~2024년 8월: 더불어민주당 중앙당 선거관리위원회 부위원장
- 2024년 7월~: 더불어민주당 정책위원회 문화체육관광 정책조정위원장
- 2025년 6월~2025년 8월: 국정기획위원회 사회2분과 위원
- 2025년 8월~: 더불어민주당 민원정책실장

### 의정 활동
- 2020년 5월 30일~2024년 5월 29일: 제21대 국회의원(경기 광명시 갑, 더불어민주당, 초선)
  - 2020년 6월~2021년 9월: 제21대 국회 전반기 문화체육관광위원회 위원
  - 2020년 6월~2021년 5월: 제21대 국회 전반기 여성가족위원회 위원
  - 2021년 7월~2022년 5월: 제21대 국회 전반기 국회운영위원회 위원
  - 2021년 9월~2021년 9월: 제21대 국회 전반기 행정안전위원회 위원
  - 2021년 9월~2022년 5월: 제21대 국회 전반기 문화체육관광위원회 위원
  - 2022년 7월~2024년 5월: 제21대 국회 후반기 문화체육관광위원회 위원
  - 2022년 7월~2023년 5월: 제21대 국회 후반기 예산결산특별위원회 위원
  - 2023년 2월~2024년 5월: 제21대 국회 첨단전략산업 특별위원회 위원
  - 2023년 10월~2024년 5월: 제21대 국회 후반기 국회운영위원회 위원
- 2024년 5월 30일~: 제22대 국회의원(경기 광명시 갑, 더불어민주당, 재선)
  - 2024년 6월~: 제22대 국회 전반기 문화체육관광위원회 간사

## 논란

### 고 최숙현 선수관련 부적절 발언 논란
핸드볼 국가대표 출신인 임오경 의원이 팀 내 가혹행위에 극단적 선택을 한 고(故) 최숙현 트라이애슬론(철인3종경기) 선수의 동료들에게 전화해 부적절한 발언을 했다는 의혹이 제기됐다. 임오경 의원은 최숙현 선수의 검찰 고소 행위와 관련, "왜 이렇게 부모님까지 가혹하게 자식을…. (가해자들을) 다른 절차가 충분히 있고, 징계를 줄 수 있고 제명을 할 수도 있는 방법이 있는데…어린 선수에게 검찰과 경찰 조사를 받게 했는지…"라고 말했으며 최숙현 선수가 경주시청에서 부산시청으로 팀을 옮긴 뒤 극단적 선택을 한 것에 대해선 "좋은 팀으로 왔고, 좋게 잘 지내고 있는데 지금 부산 선생님은 무슨 죄가 있고, 부산 체육회가 무슨 죄가 있고…왜 부산 쪽까지 이렇게 피해를 보고 있는지"라고 하며 이 밖에도 "지금 폭력 사건이 일어났다고 해서 전체가 맞고 사는 줄 알아요", "경주시청이 독특한 것이죠" 등의 말을 한 것이 보도되어 논란이 되었다. 이에 임오경 의원은 "진상규명이 두려워 이를 끌어내리려는 보수 체육계와 이에 결탁한 보수언론에 심각한 유감을 표한다."는 입장문을 내고 보도 내용을 부인했다. 그러나 JTBC 취재진과의 통화에서도 어렵게 용기를 낸 피해자 동료의 증언을 의심하는 듯한 발언을 여러 차례 했으며 유족이나 다른 피해자보다도 감독 등 가해자로 지목된 사람들의 심리적 동요를 염려하는 발언을 하여 논란이 되었다.

### 생일 파티 참석 논란
광명시 모 카페에서 학부모 8명, 시의원 2명이 임 의원의 생일 파티를 위해 모여 생일파티를 한 것으로 알려져 논란이 되었다. 사회적 거리두기로 카페에서 취식이 불가능하고 5인이상 집합금지임에도 불구하고 이를 어겨 비난여론이 커지자 임오경 의원측은 성대한 생일파티를 한게 아니라 학부모의 요청에 어쩔 수 없이 참석하였으며 카페가 아닌 일반 사무실을 이용했다고 해명하였다. 확인결과 임오경 의원이 이용한 곳은 한 사회복지시설이 운영하는 미혼모와 신생아들이 생활하는 4층 규모의 독립된 시설이다. 1층에 카페가 있고 2층 이사장실, 사무실, 식당, 3층은 미혼모가 거주하는 4인 생활실, 2인 생활실, 유아 목욕실 등이 있다. 4층은 옥상이다. 이 건물은 집단 거주시설로 당시에 4명의 미혼모가 거주하고 있는 곳으로 일반인 출입이 엄격히 제한된 미혼모와 신생아를 돌보는 사회복지 거주시설인 것으로 확인되어 더 논란이 커지고 있다. 복지시설과 무관한 다수의 인원들이 코로나19 확산으로 출입을 엄격히 제한하고 있는 집단 거주시설인데도 케익을 먹고, 축하연을 벌인 것이다.

## 수상
- 2014년 대한민국 여성체육대상 지도자상
- 2012년 자랑스러운 한국체대인상
- 2009년 YMCA 젊은 여성 지도자상
- 2007년 일본 히로시마 시민상
- 2004년 제28회 아테네 올림픽 여자 핸드볼 은메달
- 1996년 국제핸드볼연맹 MVP
- 1996년 제26회 애틀란타 올림픽 핸드볼 여자 은메달
- 1995년 세계핸드볼선수권대회 MVP
- 1992년 청룡상
- 1992년 제25회 바르셀로나 올림픽 핸드볼 여자 금메달
- 1990년 대통령 훈장

## TV 출연
- KBS2 《인간극장 -  히로시마의 두 여자》(2004년)
- MBC 《무한도전 - 베이징 올림픽 특집》(2008년)
- MBC 《기분 좋은날》(2012년)
- SBS 《불타는 청춘》(2017년)

## 역대 선거 결과
|  | 47.66% |

|  | 58.73% |

## 소속 정당
| 소속 정당 | 소속 정당    | 소속 기간 | 비고      |
| --------- | ------------ | --------- | --------- |
|           | 더불어민주당 | 2020~현재 | 정계 입문 |

## 같이 보기
- 광명시 갑
- 광명시의 국회의원